# Волонтс, Янис
Янис Волонтс (8 апреля 1882 года — 16 марта 1943 года) — латвийский политик, мэр Даугавпилса (1923—1937) и министр народного благосостояния Латвии (1938—1940).

## Биография
Янис Волонтс родился 8 апреля 1882 года в крестьянской семье на хуторе Циши в Прейльской волости. После окончания Лудзенского районного училища он учился на Высших курсах коммерческих знаний им. Побединского в Санкт-Петербурге и стал первым латгальцем с высшим образованием в коммерческой сфере. Затем он работал в торгово-промышленном обществе Мальцевского завода посуды в Санкт-Петербурге в качестве сотрудника административной канцелярии, помощника рабочего, бригадира и начальника административно-финансового отдела. Участвовал в культурной и общественной жизни латышей, проживающих в Санкт-Петербурге. Во время Первой мировой войны вместе с Казимиром Скриндасом и Фрэнцисом Кемпсом основал Латгальское общество помощи жертвам войны и долгие годы был его секретарем.
В 1922 году вернулся в Латвию, в том же году был избран членом городского совета Даугавпилса, а в 1923 году — главой города. Сохранил свою должность после выборов 1925, 1928 и 1931 года. За это время в Даугавпилсе были построены Дом Единства, Мост Единства, Земельный банк и здания почтовых отделений, укреплено финансовое положение города и созданы новые парки и скверы. После смерти многолетнего министра национального благосостояния Владислава Рубулиса в 1937 году Волонт был назначен новым министром. Он вступил в должность в 1 января 1938 года. Потерял свой пост в июне 1940 года, вскоре после оккупации Латвии. В 1941 депортирован в Сибирь. Умер в Вятлаге 16 марта 1943 года.

## Награды
- Крест Признания I степени № 5 (16 ноября 1938)[2]
- Орден Трёх звёзд 2-го и 4-го классов (1928 г.)
- Крест Заслуг айзсаргов
- Орден Возрождения Польши 4-го класса.[1]

## Память
В 2013 году, в год 131-летия со дня рождения, внучка бургомистра, Элизабет Роке, хлопотала об открытии памятника в городе.